# Joel Przybilla
Joel Anthony Przybilla (ur. 10 października 1979 w Monticello) – amerykański koszykarz, występujący na pozycji środkowego.
W 1998 został zaliczony do I składu Parade All-American i II składu USA Today, został też wybrany najlepszym zawodnikiem szkół średnich stanu Minnesota (Minnesota Mr. Basketball). Wystąpił też w meczu gwiazd amerykańskich szkół średnich McDonald’s All-American. 

## Osiągnięcia
Na podstawie, o ile nie zaznaczono inaczej.
NCAA
- Uczestnik turnieju NCAA (1999)
- Lider konferencji Big 10 w skuteczności rzutów:
  - z gry (61,3% – 2000)
  - za 2 punkty (61,3% – 2000)